# Minas perdidas
As minas perdidas são variações das lendas populares sobre "Tesouros Enterrados" ou "Tesouros Perdidos". As minas perdidas geralmente escondem fortunas em metais preciosos, tais como ouro, prata ou diamantes. O seu paradeiro é desconhecido, embora os mapas e histórias da localização sejam fartos. Quase todos são falsos, mas há os verdadeiros que precisam ser  decodificados, pois geralmente são compostos de enigmas  e referências da época.
As histórias sobre  minas perdidas, geralmente trazem os seguintes elementos:
- A mina é descoberta e garimpada por um trabalhador eremita, que morre sem dizer a localização.
- A mina é conhecida dos povos nativos que se recusam a dar a localização exata.
- A mina é descoberta em uma região remota, mas quando seus descobridores retornam para explorá-la não encontram mais a localização.
- O descobridor morre e quando seu corpo é descoberto, geralmente traz alguma pista ou riqueza que prova sua descoberta.
- Os descobridores são mortos por nativos hostis, que depois ocultam a entrada da mina.
- Nas colônias espanholas do Novo Mundo, muitas minas foram exploradas sob a supervisão dos padres Jesuitas, antes deles serem expulsos em 1767.

Algumas lendas sobre minas perdidas possuem embasamento histórico; enquanto outras são totalmente fantasiosas.  Mas as histórias continuam a render inúmeras publicações populares, além de filmes e quadrinhos.

## Lista das lendas sobre minas perdidas

### África
- Minas do Rei Salomão

### Austrália
- Recifes de Lasseter (Lasseter's Reef)

### Bolívia
- Mina Sacambaya

### Brasil
- Mina Muribeca

### Colômbia
- Mina Chivor, uma mina de esmeraldas perdida por 200 anos, quando foi redescoberta [1]

### México
- Mina de Diamantes perdida de Vicente Guerrero
- Mina Perdida de Naranjal
- Planchas de Plata, Sonora, (também chamada de Bolas de Plata). Periodicamente dada como perdida, sua localização é bem documentada.
- Mina de Prata de Tayopa, Sonora

### Estados Unidos da América
- Mina de Ouro do Holandês, Arizona
- Mina com a porta de ferro, Arizona
- Mina Perdida de Pegleg, Califórnia; supostamente encontrada pelo montanhês "Pegleg" Smith
- Mina Perdida de Breyfogle, Califórnia ou Nevada
- Mina Secreta de Death Valley Scotty, Califórnia or Nevada
- Mina Perdida Gunsight, Califórnia ou Nevada
- Adams Diggings, Novo México ou Arizona
- Mina Perdida Blue Bucket, Oregon
- Mina de Prata Swift, Kentucky ou Tennessee
- Mina Perdida de San Saba (também conhecida como Mina Perdida de  Bowie ou Mina Perdida Almagres, Texas)
- Mina Perdida Rhoades, Utah
- Mina Perdida do Padre, várias localizações nos EUA
- Mina Perdida Cabin, várias localizações nos EUA
- Mina dos dois franceses, Oregon